# Apamea abjecta
Apamea abjecta är en fjärilsart som beskrevs av Achille Guenée 1852. Apamea abjecta ingår i släktet Apamea och familjen nattflyn. Inga underarter finns listade i Catalogue of Life.